# Raïon de Vanino
Le raïon de Vanino (en russe : Ва́нинский райо́н, Vaninski raïon) est une subdivision administrative (raïon) et une municipalité (raïon municipal) du kraï de Khabarovsk, en Russie. Le raïon fait partie de la région d'Extrême-Orient russe. Son centre administratif est la commune urbaine de Vanino, et il compte en tout 20 localités, réparties dans 10 municipalités. Sa population s'élevait à 8 026 habitants en 2023.